# Pobè
Pobè är en kommun i departementet Plateau i Benin. Kommunen har en yta på 400 km2, och den hade 123 677 invånare år 2013. Centralort i kommunen är staden Pobè.